# Alonina rygchiiformis
Alonina rygchiiformis is een vlinder uit de familie wespvlinders (Sesiidae), onderfamilie Sesiinae.
Alonina rygchiiformis is voor het eerst wetenschappelijk beschreven door Walker in 1856. De soort komt voor in het Afrotropisch gebied.